# Tapajósmyrpitta
Tapajósmyrpitta (Myrmothera subcanescens) är en nyligen urskild fågelart i familjen myrpittor inom ordningen tättingar.

## Utbredning och systematik
Fågeln förekommer endast i Amazonområdet i Brasilien söder om Amazonfloden, från Rio Madeiras högra (östra) suda till övre Rio Xingu. Den betraktades tidigare som underart till trastmyrpitta (Myrmothera campanisona) men urskiljs numera som egen art.

## Status och hot
Arten har ett stort utbredningsområde, men tros minska i antal, dock inte tillräckligt kraftigt för att den ska betraktas som hotad. Internationella naturvårdsunionen IUCN listar arten som livskraftig (LC).

## Namn
Tapajós är en biflod till Amazonfloden i Brasilien.